# Shishapangma
Le Shishapangma ou Shisha Pangma (chinois traditionnel : 希夏邦马峰 ; pinyin : xīxiàbāngmǎ fēng), aussi appelé Gosainthan en sanskrit, est une montagne de Chine culminant à 8 027 mètres d'altitude dans la ville-préfecture de Shigatsé, au sein de la région autonome du Tibet. Il est situé dans la chaîne de l'Himalaya et constitue le quatorzième sommet le plus élevé au monde et le dernier des « 8 000 ». Il est gravi pour la première fois par une expédition chinoise en 1964, alors que les frontières du pays étaient fermées aux étrangers. La voie normale emprunte les versants nord de la montagne et présente relativement peu de difficultés.

## Toponymie
Il existe plusieurs théories concernant l'étymologie du nom Shishapangma. Le géologue suisse Toni Hagen (en) y voit la « crête au-dessus des plaines herbeuses », de shisha ou chisa signifiant « combe » ou « chaîne » et pangma « plaine herbeuse » ou « prairie »,. Pour sa part, le tibétologue Guntram Hazod relate une histoire locale expliquant littéralement en tibétain le nom de la montagne comme shisha « viande d'un animal mort de causes naturelles » et sbangma « lie de malt ». D'après cette histoire, une année d'importantes chutes de neige provoqua la mort de la plupart des animaux en pâture. La population de la montagne n'eut pour seule nourriture que la viande de ces charognes et la lie de malt laissée après brassage de la bière. La montagne fut alors nommée en souvenir de cet épisode ravageur. Le nom sanskrit de la montagne, Gosainthan, signifie « place du saint » ou « demeure de Dieu ».

## Géographie
Le Shishapangma se situe dans le Sud-Ouest de la République populaire de Chine, au Sud de la région autonome du Tibet, dans la ville-préfecture de Shigatsé et dans le xian de Nyalam. Il se trouve à 30 kilomètres au nord-ouest de la localité éponyme et à respectivement 325 et 550 kilomètres à l'ouest-sud-ouest de Shigatsé et Lhassa, tandis que Katmandou est à 85 kilomètres au sud-ouest. La frontière avec le Népal passe à cinq kilomètres à l'ouest. Le sommet s'élève à 8 027 mètres d'altitude dans le Jugal Himal en Himalaya. Il s'agit du seul sommet de plus de 8 000 mètres d'altitude entièrement en territoire chinois. Sa proéminence est de 2 897 mètres ; le sommet plus élevé le plus proche est le Cho Oyu à 57 kilomètres à l'est-sud-est. Le Shishapangma est entouré de glaciers ; toutefois, situé au nord de la principale ligne de partage des eaux de l'Himalaya, sur un versant plus sec et avec des dénivelés moins importants, il a subi une érosion glaciaire plus faible et présente des parois moins verticales que la plupart des « 8 000 ». La mousson peut se faire ressentir de mi-juin à fin septembre.

## Histoire
Le Shishapangma est repéré par des Européens vers 1850 et nommé à l'époque pic XXIII mais reste inexploré jusqu'en 1945. Les premiers alpinistes à l'approcher sont Heinrich Harrer et Peter Aufschnaiter en 1945, avant que Bill Tilman en 1949, Peter Aufschnaiter en 1951 et enfin Toni Hagen en 1952 visitent cette montagne relativement isolée. Par la suite, l'occupation du Tibet par la Chine et la fermeture des frontières rendent l'accès au sommet inaccessible aux Occidentaux.
C'est ainsi que la première ascension du Shishapangma revient, le 2 mai 1964, à une expédition chinoise dirigée par Xǔ Jìng avec Wang Fuzhou, Zhāng Jùnyán, Wū Zōngyuè, Chén Sān, Soinam Dorjê, Chéng Tiānliàng, Migmar Zhaxi, Dorjê et Yún Dēng. Ils empruntent la voie Nord, après une reconnaissance du versant septentrional l'année précédente, ce qui en fait le dernier des « 8 000 » à être gravi.
Jusqu'à la réouverture de la frontière en 1980, aucune autre ascension n'a lieu. Aussitôt, cette même année, une expédition allemande se lance vers le sommet ; Michl Dacher, Wolfgang Schaffert, Gunter Sturm et Fritz Zintl y parviennent le 7 mai, suivis de Sigi Hupfauer et Manfred Sturm le 12, en reproduisant la voie nord. Le 13 octobre, c'est au tour d'une expédition autrichienne composée d'Ewald Putz et Egon Obojes. L'année suivante, une expédition japonaise avec Junko Tabei, première femme au sommet, puis une nouvelle expédition autrichienne avec Reinhold Messner réussissent l'ascension par cette voie.
La face sud-ouest est réussie pour la première fois entre le 26 et le 28 mai 1982 par les Britanniques Doug Scott, Roger Baxter-Jones et Alex MacIntyre.
En 1985, Oswald Gassler et Pieter Wörgötter réalisent la première descente à ski.
Le 19 septembre 1987, une expédition polonaise avec Jerzy Kukuczka, Wanda Rutkiewicz et Carlos Carsolio effectue une ascension en style alpin. C'est le 14e « 8 000 » pour Jerzy Kukucka. Il est la deuxième personne après Reinhold Messner à réaliser l'ascension des quatorze « 8 000 ».
Parmi les autres ascensions marquantes, Erhard Loretan, Jean Troillet et Wojciech Kurtyka ouvrent une nouvelle voie par la face sud en 1990 ; Krzysztof Wielicki réussit une voie dans la face sud-ouest en solo en 1993, ; le 4 octobre de la même année, Chantal Mauduit réussit une ascension en face sud-ouest et sans apport d'oxygène ; Jean-Christophe Lafaille ouvre une variante dans la face nord en solitaire et sans apport artificiel d'oxygène en 1994. Ce dernier réussit, le 11 décembre 2004, la première ascension en condition hivernale du Shishapangma en le gravissant seul par une nouvelle voie dans la face sud. Il existe une polémique car une ascension ne peut être dite hivernale que si le sommet est atteint entre le 21 décembre et le 21 mars, ce qui n'a pas été le cas pour Lafaille, mais son permis d'ascension était tamponné « hivernal ». Sinon, la première hivernale reviendrait à Simone Moro et Piotr Morawsky, qui ont atteint le sommet le 14 janvier 2005. Le 17 avril 2011, Ueli Steck établit un record d'ascension de la face sud en dix heures et demie,. En raison du manque de preuves de cette ascension, sa caméra ayant gelé, ainsi que celle de l'Annapurna, cette ascension est controversée.
Ce dernier retrouve, le 27 avril 2016, sous le glacier Sud, à 5 800 m d'altitude, les corps de deux alpinistes, ceux d'Alex Lowe et David Bridges qui avaient été emportés par une avalanche le 5 octobre 1999.

## Ascension

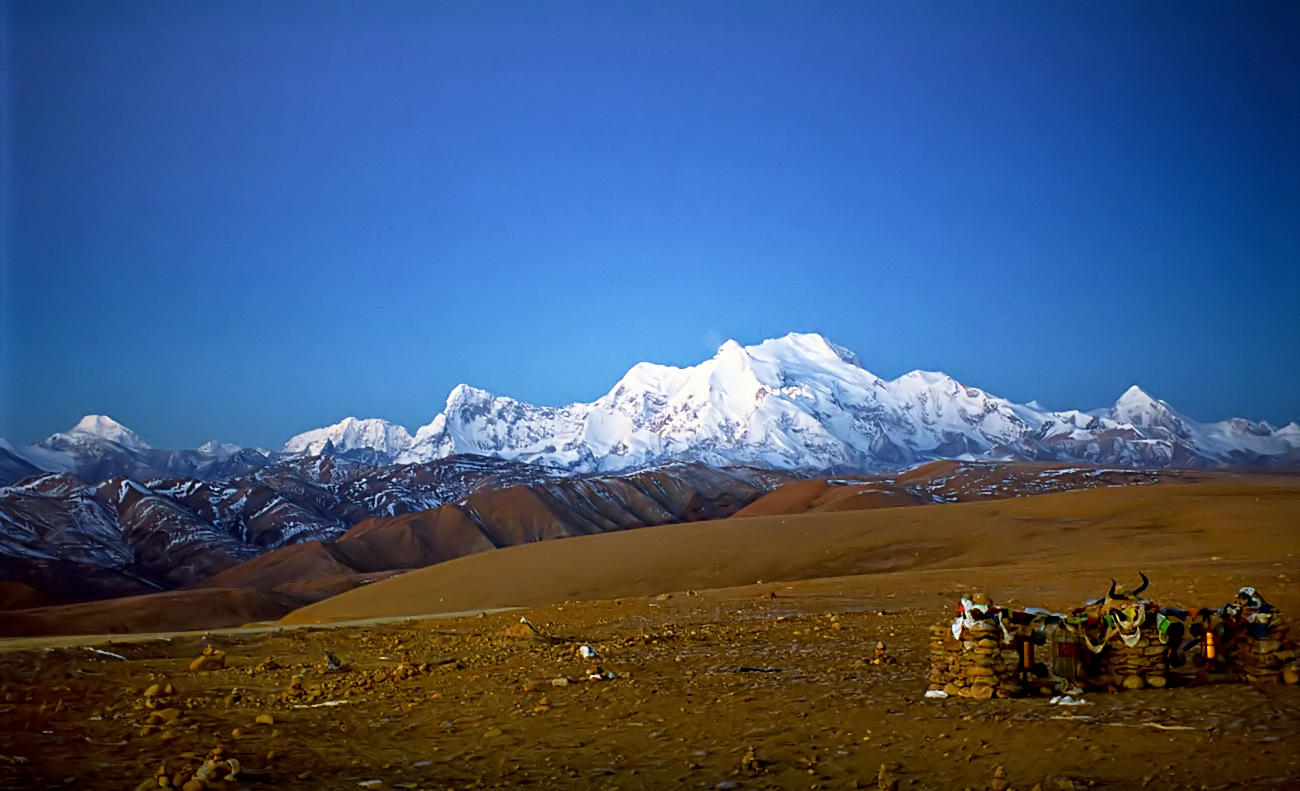
Vue du Shishapangma depuis le plateau tibétain. À gauche, le Gurkarpo Ri.

La voie normale du Shishapangma gravit le versant nord-ouest puis remonte l'arête nord pour finir par la face nord-est, la plupart du temps sur terrain enneigé ou glaciaire. L'accès en véhicule motorisé est possible jusqu'à 4 900 mètres d'altitude. Le camp de base est situé à une quinzaine de kilomètres au sud, à une altitude de 5 700 mètres. Ensuite trois camps sont installés à 6 400, 7 000 et 7 400 mètres d'altitude, pour des ascensions intermédiaires de six heures, deux fois trois heures et finalement sept heures jusqu'au sommet. Cette voie fait du Shishapangma probablement un des « 8 000 » les moins difficiles, avec le Cho Oyu. Cette voie est fréquemment descendue à ski.
Les voies dans la face sud-ouest, plus abrupte, sont au nombre de six minimum et sont techniquement plus difficiles, avec des passages exposés dans la roche ; elles présentent une ascension de 2 200 mètres de dénivelé dans des pentes à 50°.
En date de 2009, 24 alpinistes sont morts en tentant de gravir le sommet.

## Culture populaire
C'est dans le massif du Gosainthan que Hergé place l'action de l'album Tintin au Tibet.